# 2012-es MTV Video Music Awards
A 2012-es MTV Video Music Awards díjátadója 2012. szeptember 6-án került megrendezésre, és az előző év legjobb klipjeit díjazza. A díjakat a Los Angeles-i Staples Center-ben adták át, az est házigazdája Kevin Hart volt.
A jelöltek listáját 2012. július 31-én tették közzé. A legtöbbet jelölt előadók Rihanna és Drake öt jelöléssel, őket néggyel követi Katy Perry és Beyoncé.
Az este legnagyobb nyertese a One Direction volt, akik négy jelölésükből hármat váltottak díjra. Az Év videója díjat Rihanna vihette haza, így ő lett az első olyan női előadó, aki kétszer is győzni tudott a kategóriában.

## Jelöltek

### Az év videója
Rihanna (közreműködik Calvin Harris) — We Found Love
- Drake (közreműködik Rihanna) — Take Care
- Gotye (közreműködik Kimbra) — Somebody That I Used to Know
- M.I.A. — Bad Girls
- Katy Perry — Wide Awake

### Legjobb férfi videó
Chris Brown — Turn Up the Music
- Justin Bieber — Boyfriend
- Drake (közreműködik Rihanna) — Take Care
- Frank Ocean — Swim Good
- Usher — Climax

### Legjobb női videó
Nicki Minaj — Starships
- Beyoncé — Love on Top
- Selena Gomez & the Scene — Love You Like a Love Song
- Katy Perry — Part of Me
- Rihanna (közreműködik Calvin Harris) — We Found Love

### Legjobb új előadó
One Direction — What Makes You Beautiful
- fun. (közreműködik Janelle Monáe) — We Are Young
- Carly Rae Jepsen — Call Me Maybe
- Frank Ocean — Swim Good
- The Wanted — Glad You Came

### Legjobb pop videó
One Direction — What Makes You Beautiful
- Justin Bieber — Boyfriend
- fun. (közreműködik Janelle Monáe) — We Are Young
- Maroon 5 (közreműködik Wiz Khalifa) — Payphone
- Rihanna (közreműködik Calvin Harris) — We Found Love

### Legjobb rock videó
Coldplay — Paradise
- The Black Keys — Lonely Boy
- Imagine Dragons — It's Time
- Linkin Park — Burn It Down
- Jack White — Sixteen Saltines

### Legjobb hiphopvideó
Drake (közreműködik Lil Wayne) — HYFR
- Childish Gambino — Heartbeat
- Jay-Z és Kanye West — Paris
- Nicki Minaj (közreműködik 2 Chainz) — Beez in the Trap
- Kanye West (közreműködik Pusha T, Big Sean és 2 Chainz) — Mercy

### Legjobb elektronikus dance videó
Calvin Harris — Feel So Close
- Avicii — Levels
- Duck Sauce — Big Bad Wolf
- Skrillex — First of the Year (Equinox)
- Martin Solveig — The Night Out

### Legjobb rendezés
M.I.A. — Bad Girls (rendező: Romain Gavras)
- Coldplay és Rihanna — "Princess of China" (rendező: Adria Petty és Alan Bibby)
- Duck Sauce — Big Bad Wolf (rendező: Keith Schofield)
- Jay-Z ésKanye West (közreműködik Otis Redding) — Otis (rendező: Spike Jonze)
- Frank Ocean — Swim Good (rendező: Nabil Elderkin)

### Legjobb koreográfia
Chris Brown — Turn Up the Music (koreográfus: Anwar "Flii" Burton)
- Avicii — Levels (koreográfusok: Richy Greenfield és Petro Papahadjopoulos)
- Beyoncé — Countdown (koreográfusok: Danielle Polanco, Frank Gatson Jr., Beyoncé és Anne Teresa De Keersmaeker)
- Jennifer Lopez (közreműködik Pitbull) — Dance Again (koreográfus: JR Taylor)
- Rihanna — Where Have You Been (koreográfus: Hi-Hat)

### Legjobb vizuális effektek
Skrillex — First of the Year (Equinox) (vizuális effektek: Deka Brothers és Tony "Truand" Datis)
- David Guetta (közreműködik Nicki Minaj) — Turn Me On (vizuális effektek: Alex Frisch, Joe Harkins, Scott Metzger és Vico Sharabani)
- Linkin Park — Burn It Down (vizuális effektek: Ghost Town Media)
- Katy Perry — Wide Awake (vizuális effektek: Ingenuity Engine)
- Rihanna — Where Have You Been (vizuális effektek: BAKED FX)

### Legjobb művészi rendezés
Katy Perry — Wide Awake (művészi rendező: Benji Bamps)
- Lana Del Rey — Born to Die (művészi rendezők: Anna Brun and Audrey Malecot)
- Drake (közreműködik Rihanna) — Take Care (művészi rendező: Charles Infante)
- Of Monsters and Men — Little Talks (művészi rendező: Mihai Wilson és Marcella Moser)
- Regina Spektor — All the Rowboats (művészi rendező: Anthony Henderson)

### Legjobb vágás
Beyoncé — Countdown (vágók: Alexander Hammer és Jeremiah Shuff)
- A$AP Rocky — Goldie (vágó: Samantha Lecca)
- Gotye (közreműködik Kimbra) — Somebody That I Used to Know (vágó: Natasha Pincus)
- Jay-Z és Kanye West — Paris (vágók: Alexander Hammer, Peter Johnson és Derek Lee)
- Kanye West (közreműködik Pusha T, Big Sean és 2 Chainz) — Mercy (vágó: Eric Greenburg)

### Legjobb operatőr
M.I.A. — Bad Girls (operatőr: André Chemetoff)
- Adele — Someone Like You (operatőr: David Johnson)
- Coldplay és Rihanna — Princess of China (operatőr: Stéphane Vallée)
- Lana Del Rey — Born to Die (operatőr: André Chemetoff)
- Drake (közreműködik Rihanna) — Take Care (operatőr: Kasper Tuxen)

### Legjobb mondanivalót tartalmazó videó
Demi Lovato — Skyscraper
- Kelly Clarkson — Dark Side
- Gym Class Heroes (közreműködik Ryan Tedder) — The Fighter
- K'naan (közreműködik Nelly Furtado) — Is Anybody Out There?
- Lil Wayne — How to Love
- Rise Against — Ballad of Hollis Brown

### Leginkább megosztandó videó
One Direction — What Makes You Beautiful
- Beyoncé — Countdown
- Justin Bieber — Boyfriend
- Gotye (közreműködik Kimbra) — Somebody That I Used to Know
- Carly Rae Jepsen — Call Me Maybe

### A legjobb latin művész
Romeo Santos
- Juanes
- Jennifer Lopez
- Pitbull
- Wisin & Yandel

## Fellépők

### Elő-show[3]
- Calvin Harris
- Demi Lovato

### Fő show[4]
- Green Day
- Alicia Keys
- Frank Ocean
- One Direction
- Rihanna
- Taylor Swift
- P!nk

## Díjátadók[4]
- Miley Cyrus
- The Fierce Five (Aly Raisman, Gabby Douglas, Jordyn Wieber, Kyla Ross and McKayla Maroney)
- Rashida Jones
- Ke$ha
- Wiz Khalifa
- Katy Perry
- Mac Miller
- Andy Samberg
- The Wanted
- 2 Chainz